# Kirvesjärvet
Kirvesjärvet är en sjö i Gällivare kommun i Lappland och ingår i Kalixälvens huvudavrinningsområde. Sjön har en area på 0,0994 kvadratkilometer och ligger 420,1 meter över havet. Kirvesjärvet ligger i Lina fjällurskog Natura 2000-område.

## Delavrinningsområde
Kirvesjärvet ingår i det delavrinningsområde (748847-171533) som SMHI kallar för Mynnar i Kalixälvens vattendragsyta. Medelhöjden är 435 meter över havet och ytan är 12,37 kvadratkilometer. Räknas de 12 avrinningsområdena uppströms in blir den ackumulerade arean 262,02 kvadratkilometer. Akkajoki som avvattnar avrinningsområdet har biflödesordning 2, vilket innebär att vattnet flödar genom totalt 2 vattendrag innan det når havet efter 290 kilometer. Avrinningsområdet består mestadels av skog (85 procent). Avrinningsområdet har 0,49 kvadratkilometer vattenytor vilket ger det en sjöprocent på 4 procent.